# Fort Buitensluis
Fort Buitensluis is een fort dat zich bevindt aan het Hollandsch Diep in Numansdorp. Het maakte deel uit van de Stelling van het Hollandsch Diep en het Volkerak en het bestaat nog steeds.
In 1793 werd naast de haven van Numansdorp een verdedigbaar aardwerk aangelegd, voor de sluis van de haven en dit bepaalde de naam. Doel hiervan was de scheepvaart tussen de Volkerak en het Hollandsch Diep in de gaten te houden. In dit jaar viel Frankrijk de Oostenrijkse Nederlanden aan.
In de periode 1860-1864 werd het versterkt en er kwam een bakstenen wachthuis en bomvrije ruimten voor de opslag van het geschut. Het kruitmagazijn werd in 1861 gebouwd, er werden twee kruitmagazijnen en een magazijn voor projectielen gebouwd. In het kruitmagazijn werd buskruit voor de kanonnen opgeslagen, om te zorgen dat het kruit droog bleef waren er afsluitbare ventilatieopeningen aangebracht. Om het bouwwerk te beschermen bevond zich aan buitenzijde een laag aarde, de muren waren 1 meter dik en de gewelven 40 centimeter. De deur was voorzien van een koperen plaat en het sluitwerk van ramen en deuren waren van koper, dit om het ontstaan van vonken te voorkomen.
In 1893 werd de waarnemingspost gebouwd vanwaar men schepen op het Haringvliet, Volkerak en het Hollands Diep werden geobserveerd. In geval van vijandelijke schepen werd de positie direct doorgegeven zodat de kanonnen in stelling konden worden gebracht.
Het ging deel uitmaken van de Stelling van het Hollandsch Diep en het Volkerak. In 1915 werd het fort voor de tweede keer versterkt, deze keer met gebouwen van gewapend beton.
Tot 2014 werd het fort gebruikt door het ministerie van Defensie als oefenterrein voor politie en defensie. Verder was de Stichting Vafamil (Vakantie Faciliteiten Militairen) op het fort aanwezig. Het terrein kwam in de verkoop en na vier jaar kocht de gemeente Cromstrijen het fort. De gemeente betaalde 310.000 euro waarvan 210.000 euro als koopsom en verder nog 100.000 euro voor de verdere ontwikkeling van het fort.
Na de overdracht kwam de exploitatie van het fort in handen van de Stichting Fort Buitensluis.
 De stichting kreeg een eenmalige subsidie van 250.000 euro van de provincie Zuid-Holland voor de restauratie van het verdedigingswerk, het plaatsen van een toiletgroep voor bezoekers en het verbeteren van de openbare toegankelijkheid.

## Afbeeldingen

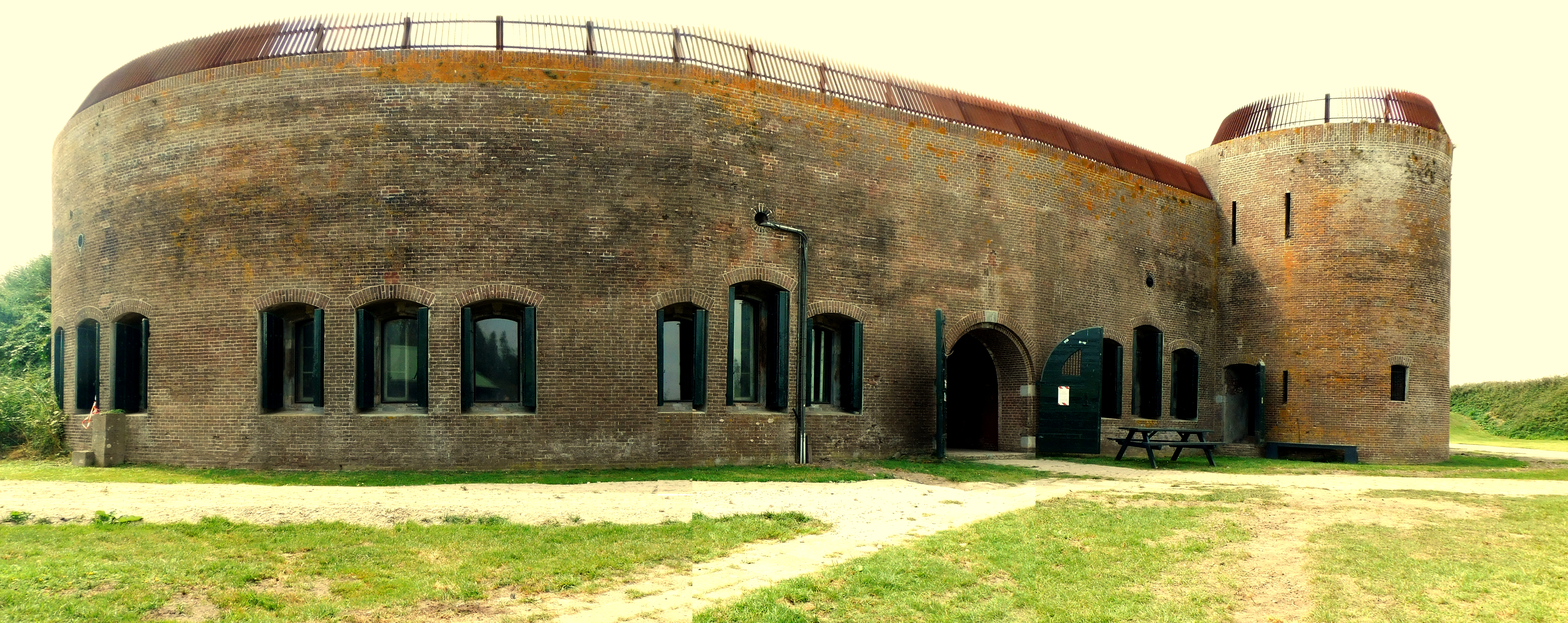
De bomvrije kazerne augustus 2025
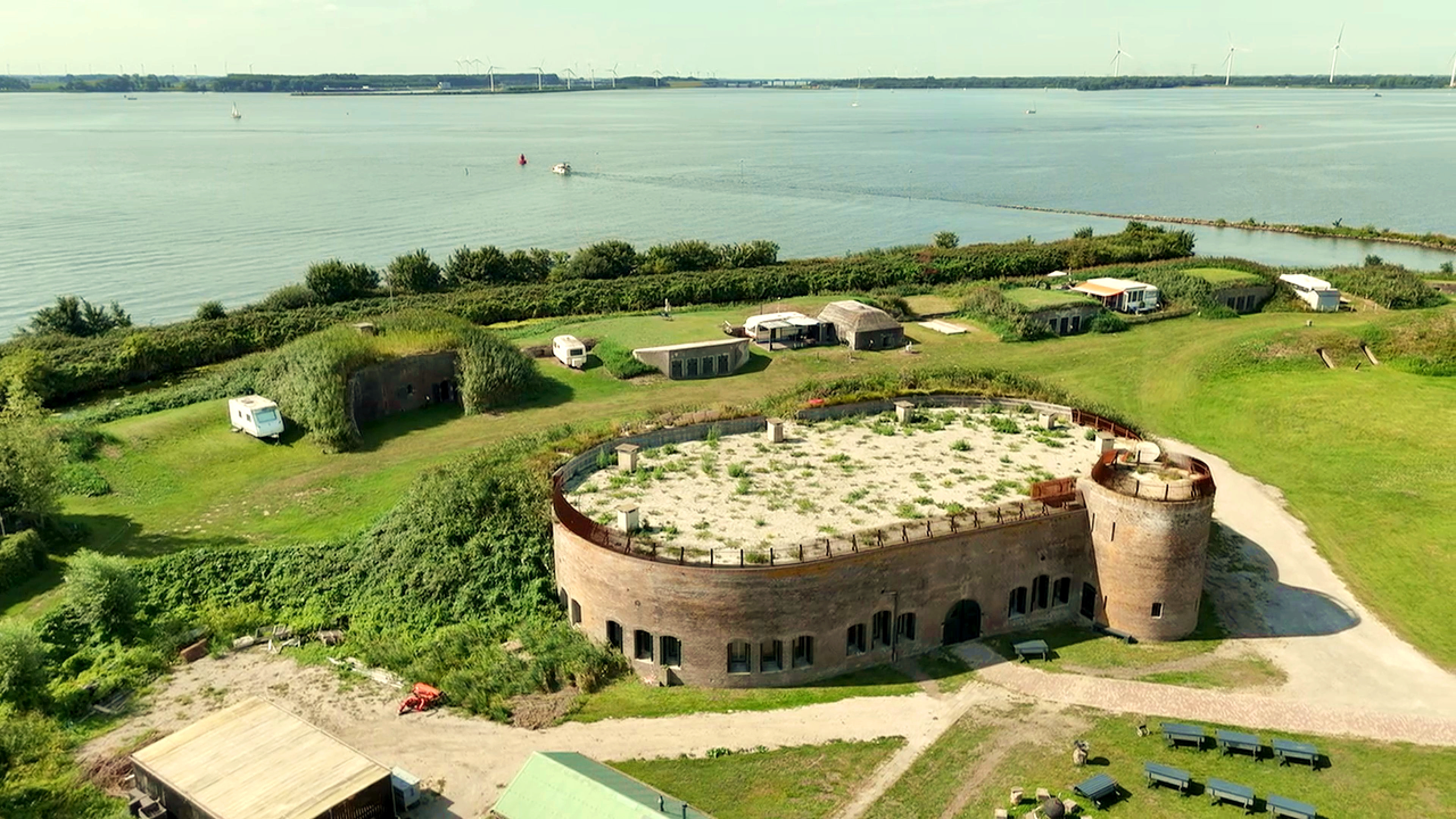
Fort Buitensluis kazerne
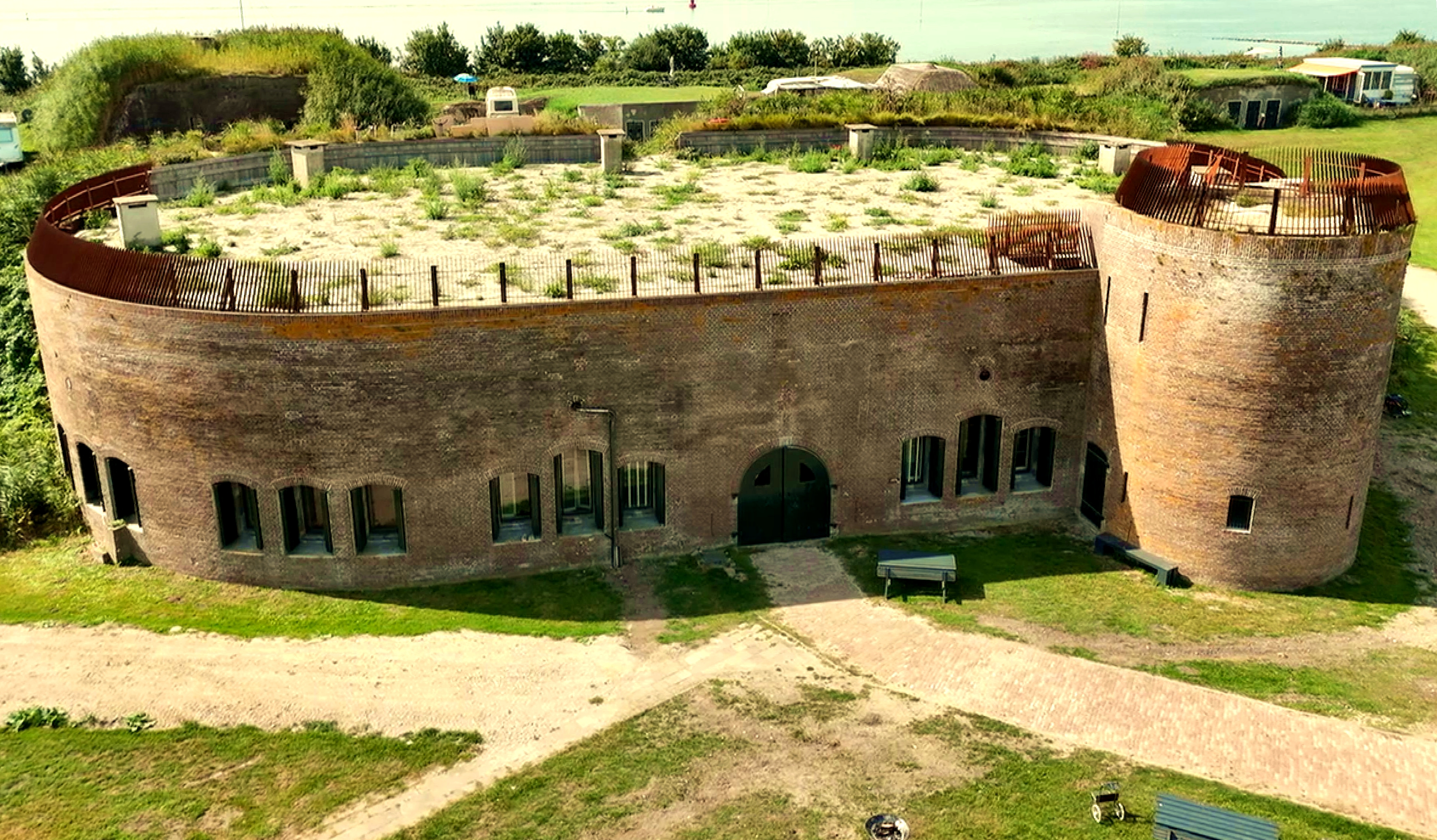
Fort Buitensluis kazerne
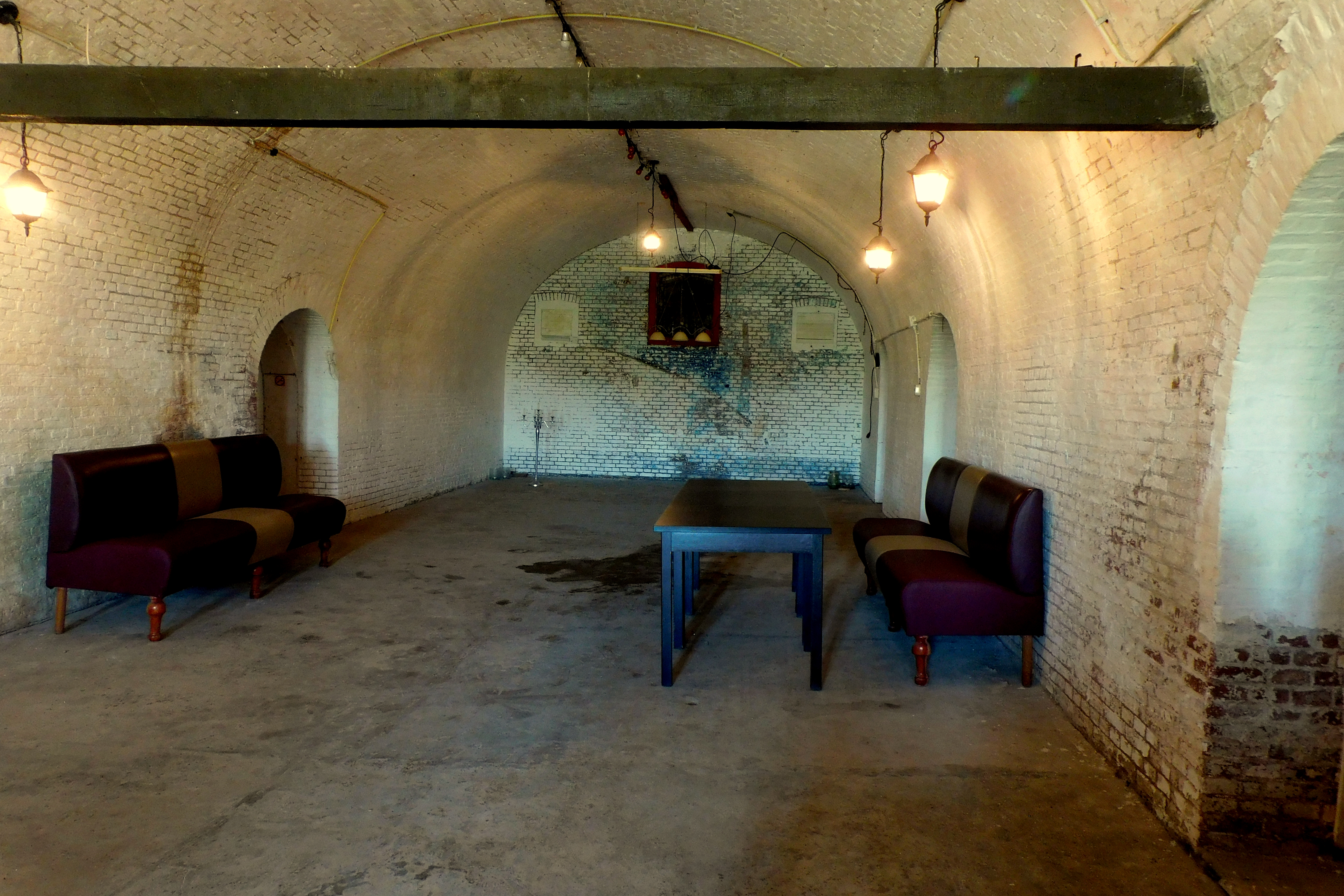
Wachtruimte
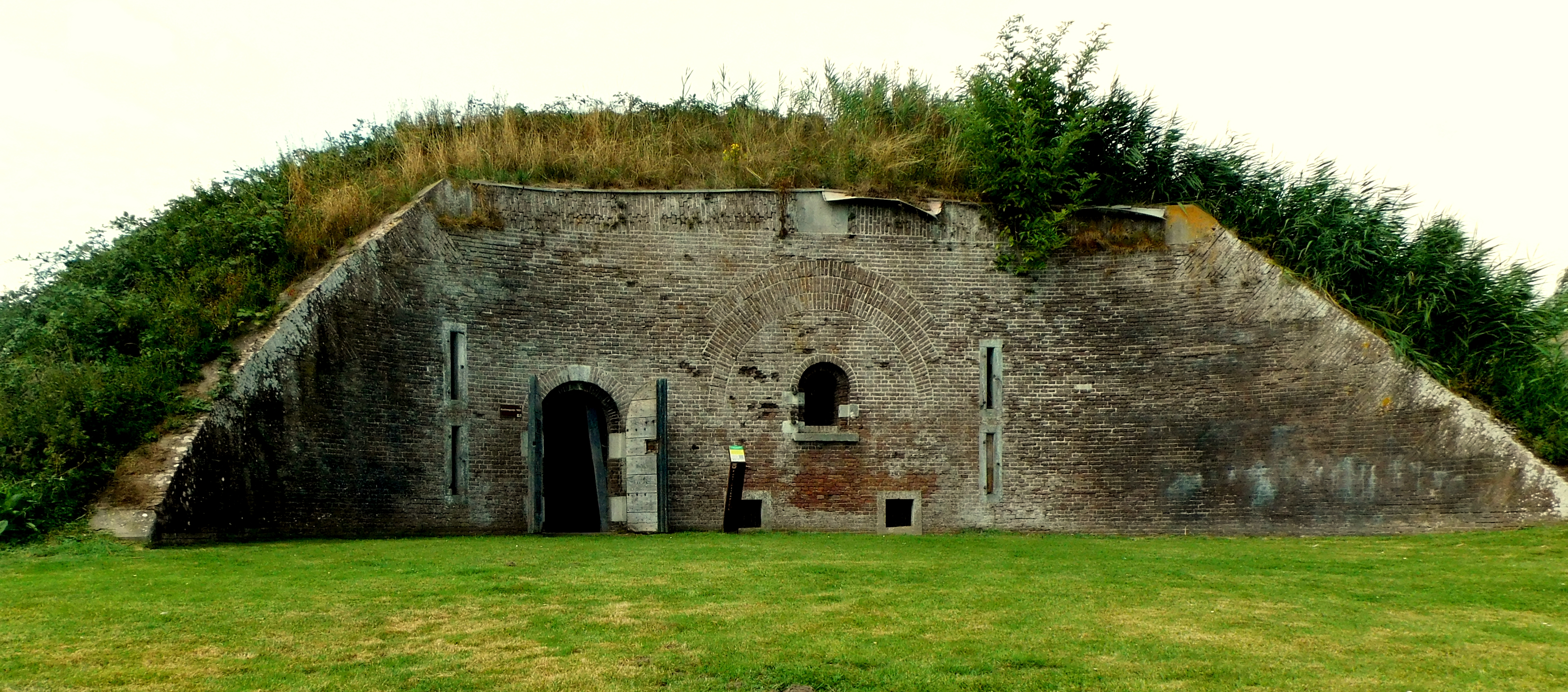
Kruithuis
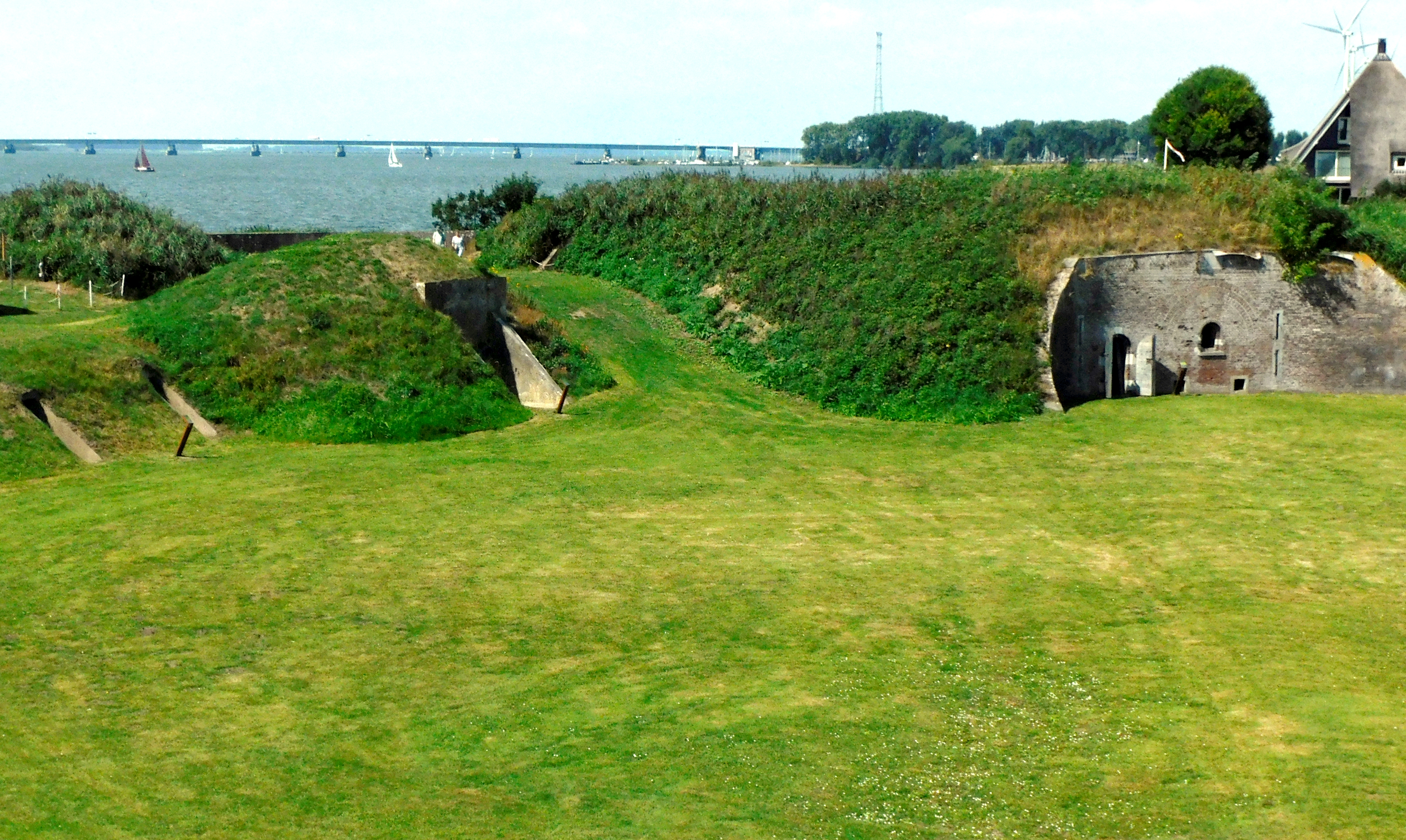
Kruithuis en waarnemingspost op de achtergrond de Haringvlietbrug
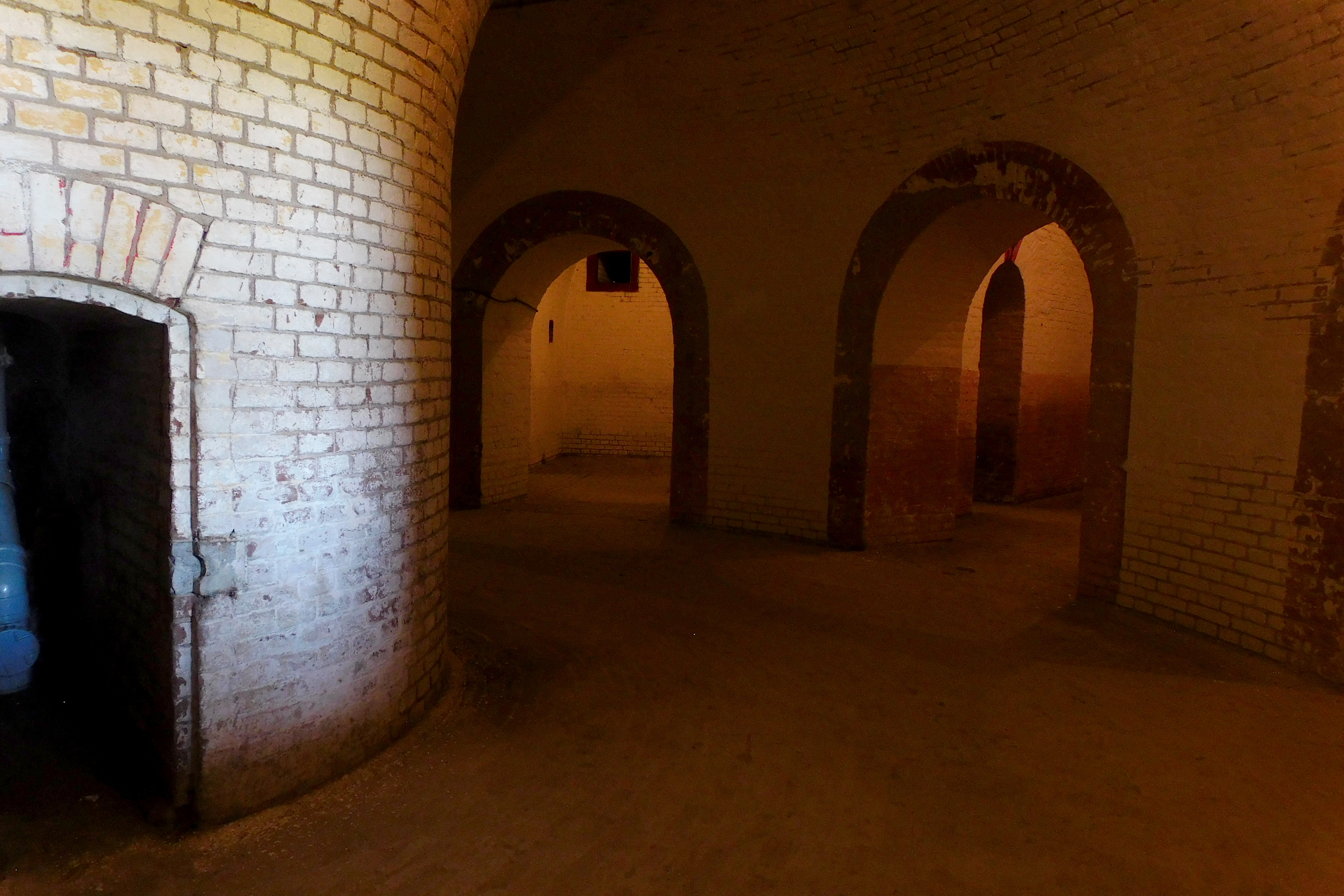
Interieur, toren met trap en gewelven
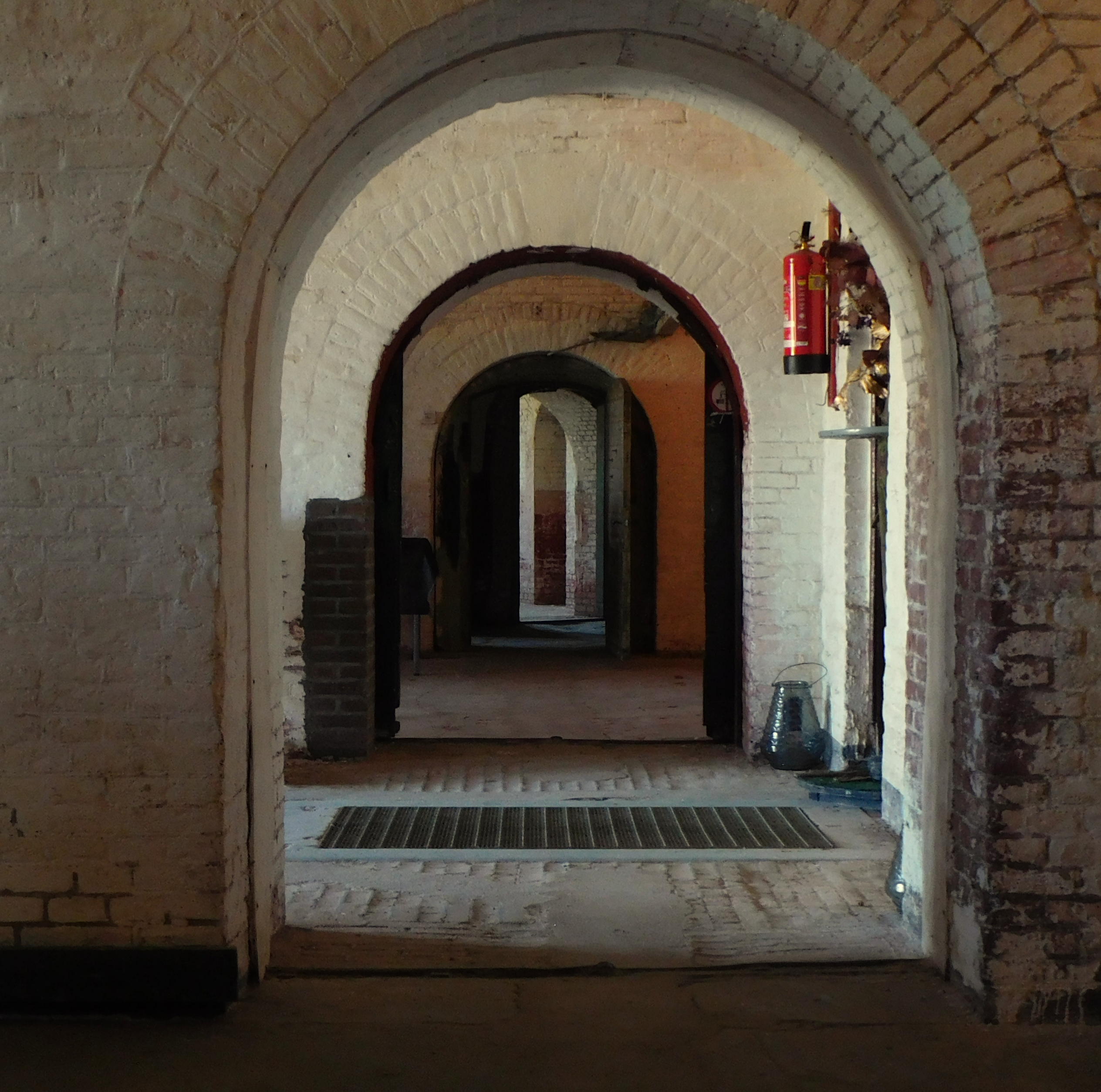
Interieur, gangen vanuit de ingang
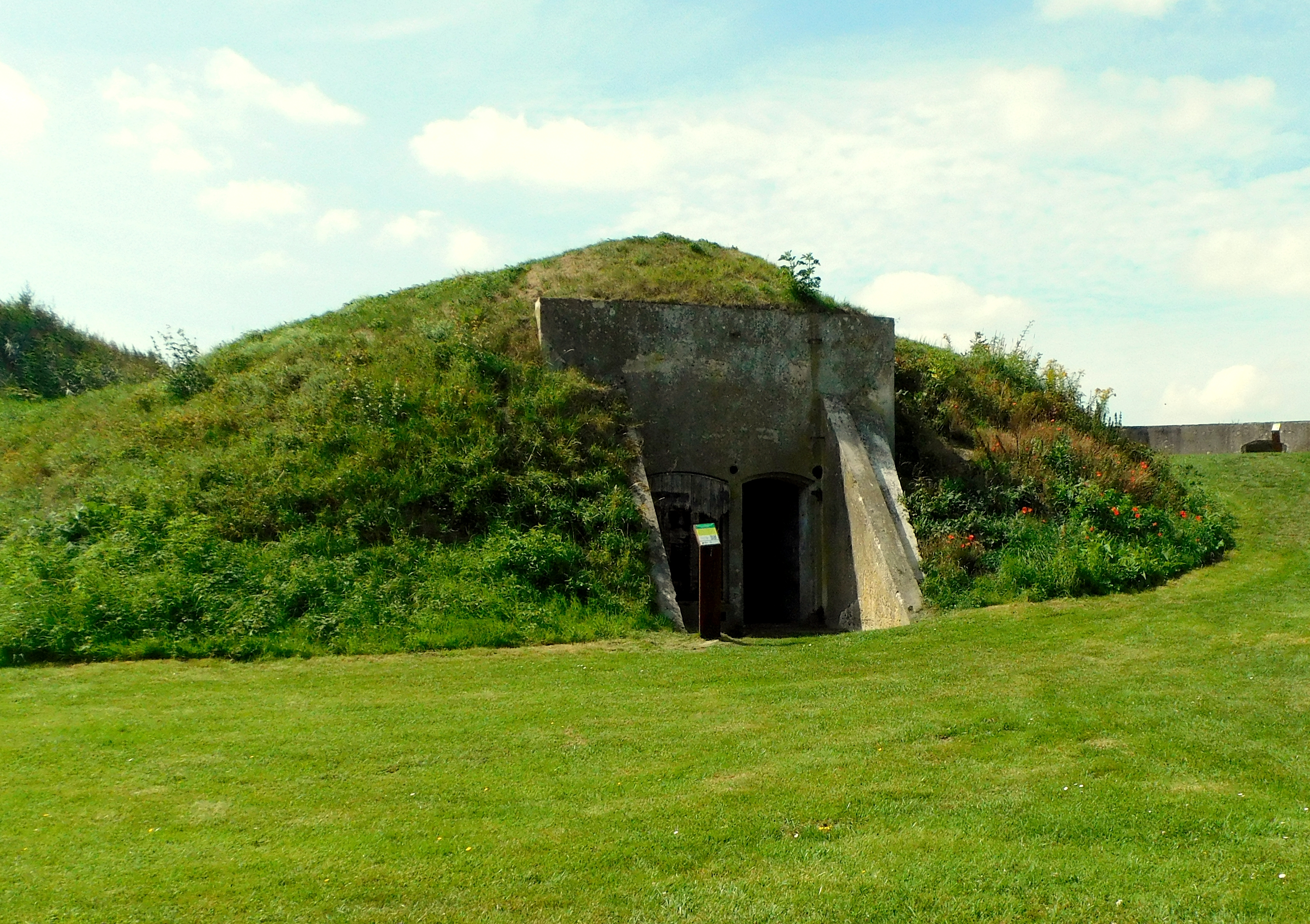
Waarnemingspost